# Anton Niklas Sundberg
Anton Niklas Sundberg (Uddevalla, 27 maggio 1818 – Uppsala, 2 febbraio 1900) è stato un arcivescovo luterano svedese, Arcivescovo di Uppsala dal 1870 fino alla sua morte.

## Biografia
Ottenne il philosophiae magister a Uppsala, divenne decano e fu ordinato prete. In seguito intraprese un viaggio attraverso l'Europa (1849-1850). Era dotato di una personalità controversa: molto diretto e arguto, non era raro che utilizzasse un linguaggio forte e sprezzante dell'ipocrisia, pur mostrando un notevole senso dell'autorità.

## Genealogia episcopale
La genealogia episcopale è:
- Papa Clemente VII
- Vescovo Petrus Magni
- Arcivescovo Laurentius Petri
- Vescovo J.J. Vestrogothus
- Vescovo Petrus Benedicti
- Arcivescovo Abraham Angermannus
- Arcivescovo Petrus Kenicius
- Arcivescovo Olaus Martini
- Arcivescovo Laurentius Paulinus Gothus
- Vescovo Jonas Magni
- Arcivescovo Johannes Canuti Lenaeus
- Arcivescovo Johan Baazius il Giovane
- Arcivescovo Olov Svebilius
- Arcivescovo Erik Benzelius il vecchio
- Vescovo Jesper Svedberg
- Arcivescovo Johannes Steuchius
- Arcivescovo Karl Fredrik Mennander
- Arcivescovo Uno von Troil
- Arcivescovo Jacob Axelsson Lindblom
- Arcivescovo Carl von Rosenstein
- Arcivescovo Johan Olof Wallin
- Arcivescovo Hans Olov Holmström
- Arcivescovo Henrik Reuterdahl
- Arcivescovo Anton Niklas Sundberg